# Ustilago affinis
Ustilago affinis är en svampart som beskrevs av Ellis & Everh. 1893. Ustilago affinis ingår i släktet Ustilago och familjen Ustilaginaceae.   Inga underarter finns listade i Catalogue of Life.